# Госпа од Иса
„Госпа од Иса” (енгл. The Demoiselle d'Ys) је фантастична приповетка коју је Роберт В. Чејмберс објавио у збирци Краљ у жутом 1895. године.

## Радња
Прича почиње са Филипом, човеком чије се претерано самопоуздање изгубило у мочвари без знакова цивилизације и са брзим заласком сунца. Након што је неко време тражио било какве оријентире који би га водили, он на крају одустаје и одлучује да проведе ноћ у мочвари. Док сан долази по њега, чује велики тресак у жбуњу. Потом налази сокола који изненада јури за зецом. Док прати сокола до његовог тек пронађеног улова, примећује да соко има узицу са које је висио округли комад метала налик на прапорац. Док Филип то посматра, жена пролази поред околног вреса да покупи сокола и његов улов. Она без речи пролази поред Филипа, а он схвата да је она вероватно једина шанса ту ноћ проведе на затвореном. Он јој објашњава своје несрећне околности, а она је у шоку како је успео да стигне овде, рекавши да ће бити потребни векови да се врати одакле је дошао. Пре него што Филип може даље да испитује, она мења тему пиштаљком да позове Хастура и Раула на своју страну. Она тада каже Филипу да ће му допустити да преноћи код њих. Њих четворо и неколико њихових паса шетају мочваром до замка Ис где Филип и жена деле пиће из пехара. Затим га води унутра.
Када се Филип сутрадан пробуди, чује жену како спрема за лов Хастура и Раула, као и три нова лица: Гастона, Пириу Луја и Глемарека Ренеа. Одлазе у лов са док жена остаје. Филип се брзо облачи у одећу за коју је приметио да подсећа на средњовековну ловачку одору и изгледа слично ономе што су носили соколари. Не размишља много о томе и силази доле. Тамо се накратко састаје са дадиљом Пелажи пре него што га жена коју је срео јуче позове на доручак. Филип јој признаје љубав, а она признаје да дели то осећање. Након тога, коначно размењују имена, где она открива да се зове госпа Жана од Иса. Након тога настављају да мало разговарају, а Жана прича о свом животу на вресишту. После тога, Филип обећава да ће остати код ње недељу дана и да ће је сваког дана посећивати, где ће им се придружити у лову. Ово наводи Жану да подучи Филипа основама лова са соколовима. Током њеног предавања, соколови изненада почињу да паничаре, кричу и машу крилима. Жана и Филип се осврћу око себе како би открили отровну змију која гмиже у близини. Филип одлази у истрагу, што доводи Жану да га моли да се не доводи у опасност. Он је послуша и теши, несвестан змије која му је клизнула до глежња и ујела га. Филип брзо гази змију посред главе пре него што се сруши на земљу и онесвести. Последње што види је Жанино лице нагнуто над њим.
Филип је неким чудом још увек жив и отвара очи да би видео згњечену змију пред његовим ногама, али не успева да пронађе Жану и соколове. Замак је пропао, а соко се надвио у облаке изнад. Филип вуче утрнуло стопало по земљи, а затим пада на колена пред трошним светилиштем на коме пише „Молите се за душу госпе Жане од Иса, која је умрла млада од љубави према Филипу, странцу. Лета Господњег 1573.” Али на студеној каменој плочи лежала је женска рукавица још топла и мирисна.

## Ликови
- Филип: Странац који је напустио Керселек и кренуо у мочваре, вероватно у лов с обзиром на пушку коју носи са собом. Жана га описује као веома витешког и веома шармантног, што показује и брзина којом његов однос са Жаном напредује. Он је и приповедач и протагониста.
- Жана: Прелепа соколарка и Филипов љубавни интерес. Она је живела у мочварима свих 19 година свог живота, а једини људи које је икада познавала су остали ловци (Хастур, Раул, Гастон, Глемарек Рене и Луј), Пелажи и Филип. Има коврџаву тамну косу и њени родитељи су умрли пре догађаја из приче.
- Пелажи: Стара дадиља која живи у замку. Чини се да је и домаћица.
- Пириу Луј: Један од четворице соколара. Жана каже да јој је он попут оца.
- Раул: Висок и вешт соколар и пикер (неко ко води псе током лова). Жана каже да ће га једног дана унапредити у великог ловца.
- Хастур: Још један соколар/пикер. Висок је, ћутљив, а Раулу је описан као „неупоредив” соколар. Да ли то значи да је он далеко бољи или гори остаје нејасно.
- Гастон: Још један соколар који се укратко помиње.
- Глемарек Рене: Пикер. О њему није много речено.
- Гулвен: Споредан лик. Упозорава Филипа да не иде у мочваре без водича.